# Neuilly-sous-Clermont
Neuilly-sous-Clermont là một xã thuộc tỉnh Oise trong vùng Hauts-de-France phía bắc nước Pháp. Xã này nằm ở khu vực có độ cao trung bình 75 mét trên mực nước biển.